# Ramón Acha Caamaño
Ramón Acha Caamaño (24 de abril de 1861– 26 de noviembre de 1930) era un brigadier general en el Ejército español. Como Capitán a cargo de la Artillería española en San Juan,  defendió Puerto Rico del ataque de EE. UU. durante la Guerra hispano-estadounidense.
Caamaño fue condecorado con La Cruz del Orden del Mérito Naval 1.ª clase por el gobierno español por su papel en el rescate del barco SS Antonio López, un vapor transoceánico español. En 1921, mientras España estuvo implicada la guerra del Rif, Caamaño sirvió como comandante del Cuerpo de Artillería.

## Años tempranos
Caamaño Nació en San Juan, la ciudad capital de Puerto Rico, pero en 1878 fue enviado a la Península, donde asistió a la Academia de Artillería Militar de Segovia. Caamaño se graduó en 1882 y estuvo encargado del puesto de lugarteniente en el Ejército español.

## Carrera militar
Sirvió en el Sexto Regimiento de Infantería y en 1883 fue enviado a su Puerto Rico natal, donde sirvió como capitán de Artillería. Él también ejerció de instructor militar en la academia Militar de Puerto Rico hasta julio de 1891, cuándo fue reasignado al Distrito de Castilla en la Península. Regresó a Puerto Rico en junio de 1893, y estuvo asignado una vez más a la Artillería de San Juan.

## Regreso a España
Caamaño Continuó su servicio en el Ejército español una vez regresó a España. En 1904 fue nombrado director de la comisión a cargo de recuperar el equipamiento militar español abandonado en Puerto Rico. Fue enviado a Puerto Rico y a Washington, D.C. en esta misión. Sirvió en varias posiciones militares y en 1908 estuvo promovido a teniente coronel .
Caamaño fue promovido al rango de coronel en 1917, y colocado a cargo del 3.º Regimiento Montado de Artillería. Más tarde fue nombrado director del Laboratorio y Centro Electrónico de Artillería (Laboratorio y Centro Electrónico de Artillería).
De 1918 a 1922, Caamaño estuvo asignado a la sección de Artillería del Ministerio del Departamento de Guerra. Fue promovido al rango de brigadier general en 1921. En 1925 fue nombrado presidente de Defensa de la Producción Nacional del Consejo Económico Nacional.
El 26 de noviembre de 1930, Caamaño murió en Las Palmas de Gran Canaria, España.

## Decoraciones militares
Entre Caamaño las decoraciones militares son el siguientes:
- Orden del Mérito Naval Primera clase con distantivo rojo
- Orden del Mérito Militar Primera clase con distantivo blanco